# L'aquila della IX legione
L'Aquila della IX Legione è un romanzo di genere storico-avventuroso della scrittrice inglese Rosemary Sutcliff, pubblicato originariamente nel 1954, con il titolo The Eagle of the Ninth. Ambientato nella Britannia del II secolo, narra vicende di carattere militare e personale che vedono protagonista il giovane comandante Marco Flavio Aquila.
In edizione italiana il romanzo è noto anche con il titolo La Legione scomparsa.

## Titolo
La Legione romana cui si riferisce il titolo del romanzo, la Nona Ispanica, (Legio IX Hispana) è storicamente esistita all'inizio dell'età imperiale ed ha realmente servito e combattuto nella Britannia del II secolo.
L'Aquila faceva parte delle insegne di qualunque legione.

## Incipit
(Dall’edizione Mondadori, 2011; traduzione di Gianna Guidoni)

## Trama
Britannia romana, anno 129. Una colonna di ausiliari Germani è diretta al forte di Isca Dumnoniorum, nella Britannia meridionale, a rilevare la guarnigione in partenza per altra destinazione; al comando c'è il centurione Marco Flavio Aquila, al suo primo incarico importante. Quei luoghi fanno parte della storia familiare del giovane: dodici anni prima la IX Legione Ispanica alla quale apparteneva suo padre è praticamente scomparsa nel nulla: partita per sedare una rivolta nel Nord della provincia, se ne sono completamente ed inspiegabilmente perdute le tracce. Rimasto orfano e raggiunta la maggiore età, Marco è entrato nell'esercito in parte per necessità, in parte come omaggio all'amatissimo e mai dimenticato genitore.
Inizialmente la vita al forte è piuttosto noiosa; poi un giorno le cose cambiano improvvisamente: i Britanni attaccano in forze ed i Romani si trovano in grave difficoltà. Nel tentativo di difendere la ritirata dei suoi uomini al termine di una disperata sortita, Marco rimane gravemente ferito ad una gamba. Lo scontro si volge infine a favore degli assediati, e la guarnigione riceve alcune onorificenze; Marco però, a causa delle precarie condizioni fisiche, è costretto a lasciare l'esercito. Dopo il forzato congedo non trova altra soluzione che andare a vivere a Calleva Atrebatum presso lo zio Aquila, il fratello maggiore del padre, ormai da anni residente in Britannia. L'uomo è benestante e non ha difficoltà ad ospitare il nipote, al quale finisce per affezionarsi moltissimo. Marco invece è infelice: continua a soffrire fisicamente ed è incerto su come organizzare il proprio futuro. Lo risollevano soltanto l'affetto dello zio e alcuni rapporti umani importanti che riesce a sviluppare: l'amicizia con Esca, un giovane da lui salvato nell'arena ed acquistato come schiavo, e l'amicizia con Cottia, una ragazzina britanna testarda e curiosa che vive nella casa accanto.
La vera svolta nell'esistenza di Marco si verifica però in coincidenza con l'arrivo del senatore Geronimiano, in visita di cortesia allo zio Aquila prima di ripartire per Roma. Il senatore, parlando della situazione della provincia, racconta che in un'imprecisata zona del Nord, nel corso di celebrazioni rituali, alcune tribù britanne hanno mostrato un'Aquila Romana. Potrebbe trattarsi della perduta insegna della Nona Legione, che in tal caso sarebbe stata annientata in battaglia, dato che di solito sono i trofei vinti ai nemici ad essere esibiti; nell'eventualità di nuove rivolte però l'insegna potrebbe diventare un elemento molto pericoloso, un simbolo in grado di raccogliere attorno a sé tutti i forti sentimenti antiromani delle tribù.
Molto interessato per ragioni personali e generali, Marco convince Geronimiano ad affidargli il compito di cercare e possibilmente recuperare l'Aquila. Rende la libertà ad Esca (in modo da non costringerlo a seguire la volontà del padrone) e con lui si mette in viaggio, sotto le mentite spoglie di un medico greco.
I due vivono diverse avventure e ad un certo punto del cammino incontrano Guern, un ex-soldato romano, che racconta loro i particolari della scomparsa della IX Legione: una scomparsa meno onorevole, ma anche molto più complicata, di quanto si fosse sempre ipotizzato.
Alla fine Marco ed Esca trovano l'Aquila perduta presso la tribù degli Epidi; riescono a trafugarla e, benché inseguiti e braccati, la riportano al di là del Vallo, in territorio romano.
Malgrado le migliori speranze di Marco, il Senato nega la ricostituzione dell'antica Legione, il cui nome è ormai irrimediabilmente macchiato; allo stesso Marco viene però concesso un premio in terre e denaro, che gli permetterebbe di tornare nella natia Etruria e di ricomprare la vecchia fattoria di famiglia. Marco tuttavia decide di rimanere in Britannia e di costruire una nuova fattoria ed una nuova famiglia: si appresta a sposare Cottia, ormai cresciuta, e chiama accanto a sé l'amico Esca, premiato a sua volta dal Senato con la cittadinanza romana.
Lo zio Aquila, apparentemente burbero e sostenuto, è in realtà molto contento della situazione.

## Personaggi
- Marco Flavio Aquila. Giovane soldato romano originario dell'Etruria, cresciuto però nell'Urbe presso gli zii dopo essere rimasto orfano di entrambi i genitori; ha abbracciato la carriera militare tanto per necessità quanto per tradizione familiare. Prima di essere gravemente ferito e costretto al congedo, raggiunge il grado di centurione della Coorte Gaelica Ausiliaria della Seconda Legione.

- Zio Aquila. È il fratello maggiore di circa vent'anni del padre di Marco. Ex-militare ormai in congedo, si è stabilito a Calleva – dove riveste il ruolo di magistrato – perché la Britannia gli è entrata nel cuore: in quella terra ha tutti i suoi ricordi ed i suoi principali interessi.

- Esca Mac Cunoval. Giovane britanno della tribù dei Briganti. Fatto prigioniero durante un'incursione, è stato destinato a combattere nell'arena come gladiatore. Marco lo acquista come schiavo e ne fa il proprio attendente personale, ma sviluppa nei suoi confronti anche grandi – e ricambiati – sentimenti di amicizia e ammirazione.

- Cottia. Giovane britanna appartenente alla stirpe degli Ircani. Rimasta orfana di padre, è stata affidata dalla madre vedova, e desiderosa di risposarsi, alla zia Valaria (britanna romanizzata) e al di lei marito Kaeso, magistrato a Calleva. In casa la chiamano Camilla e cercano di educarla alla maniera romana, ma la ragazzina non dimentica le proprie origini, di cui è molto fiera. Nel passaggio di Cottia dall'infanzia all'adolescenza l'iniziale sentimento di amicizia nei confronti di Marco si evolve quasi naturalmente in amore.

- Guern. Originario della Gallia del Nord, è l'ex-sesto centurione della Coorte Senior della IX Ispana. Dopo i dolorosi fatti che hanno portato all'annientamento della Legione, ha sostanzialmente disertato, rifacendosi una vita tra i Britanni. È entrato a far parte della tribù dei Selgovi, si è sposato, ha avuto numerosi figli ed è diventato un cacciatore. È lui a narrare a Marco e ad Esca i fatti relativi alla fine della IX Legione, di cui è stato testimone.

## Cronologia
L'autrice assume come data della scomparsa della IX Legione l'anno 117; nel corso della narrazione vari personaggi affermano che da allora sono trascorsi dodici anni, per cui la vicenda del romanzo inizia verso l'anno 129.

## Sfondo storico
Nella Prefazione al romanzo l'autrice afferma di aver assunto come punto di partenza per la sua invenzione narrativa due fatti storici reali: la scomparsa della Nona Legione inviata a sedare una rivolta scoppiata fra le tribù della Caledonia nel 117, e il ritrovamento di una statuetta mutila, raffigurante un'Aquila romana, avvenuto nella prima metà del Novecento nei pressi di Silchester (l'antica Calleva Atrebatum).
Per ciò che riguarda l'Aquila, di cui attualmente esiste un calco esposto nel Museo di Reading, non è possibile dire nulla di certo sulla provenienza o sul perché sia stata ritrovata in quel luogo; la scomparsa della IX Legione, invece, è una questione nella quale elementi leggendari hanno finito per unirsi a quelli storici.
La Legio IX Hispana è realmente esistita per quasi due secoli, tra l'epoca di Augusto, che ricostituì una precedente Legio IX fondata da Cesare, e l'epoca di Marco Aurelio; fu di stanza ad Eburacum (odierna York) in Britannia almeno sino al 120, in seguito le sue tracce si fanno più labili e incerte, cosa che ovviamente ha favorito il mito della sparizione. L'autrice tra l'altro, che scriveva negli anni Cinquanta, non era ancora a conoscenza di alcune successive scoperte archeologiche che dimostrano il trasferimento della Legione da Eburacum ai Paesi Bassi e poi in Oriente, per cui assume come data indicativa della scomparsa il 117, anno in cui probabilmente la Nona combatté contro tribù ribelli nel Nord della Britannia.
La Nona Ispana doveva il suo nome non al fatto di essere originaria della Spagna, o di essere costituita da legionari ispanici, quanto piuttosto a meriti ed onori conquistati nella Penisola sin dal tempo delle guerre civili.

## Il ciclo narrativo
“L'aquila della IX Legione” racconta una vicenda autoconclusiva, ma è anche il primo romanzo di un più articolato ciclo narrativo – di cui in Italia sono editi solo 3 romanzi, contando anche L'aquila della IX Legione  – che comprende diversi volumi dedicati da Rosemary Sutcliff alle vicende di personaggi più o meno legati alla famiglia Aquila.
Gli elementi unificanti sono l'ambientazione in Britannia e la costante ricomparsa dell'anello d'oro con lo smeraldo e l'effigie del delfino, appartenuto al padre di Marco e da Marco recuperato assieme all'Aquila. Tuttavia i romanzi presentano gradi di continuità disomogenea con l'originale, e finiscono per allontanarsene cronologicamente, sino a raggiungere l'epoca arturiana.
- The Eagle of the Ninth (1954) - La legione scomparsa, Mondadori 2011
- The Shield Ring (1956)
- The Silver Branch (1957) - La vendetta dell'Imperatore Mondadori 2012
- The Lantern Bearers (1959) - L'ultimo soldato dell'Impero, Mondadori 2013
- Dawn Wind (1961)
- Sword at Sunset (1963)
- Frontier Wolf (1980)
- Sword Song (1997)

L'8 settembre 2015 la Mondadori pubblica i 3 romanzi già editi nella raccolta Britannia. La trilogia dell'Impero.

## Collegamenti cinematografici
La vicenda narrata nel romanzo ha ispirato il film della BIM Distribuzione, The Eagle, del 2011, per la regia di Kevin Macdonald. Il ruolo di Marco Aquila è interpretato da Channing Tatum, Esca da Jamie Bell, Zio Aquila da Donald Sutherland e Guern da Mark Strong; nel film è stato omesso il personaggio di Cottia, sono state modificate anche significativamente alcune parti compreso il finale, ma la narrazione in linea di massima riprende quella del romanzo.

## Edizioni

### Edizione originale
- Rosemary Sutcliff, The Eagle of the Ninth, London 1954.

### Edizioni italiane
- Rosemary Sutcliff, L'Aquila della IX Legione, traduzione di Misio Tagliaferri, Editrice Janus, 1973, pp. 255.
- Rosemary Sutcliff, La Legione scomparsa, traduzione di Gianna Guidoni, Mondadori Editore, 2011, pp. 275 – ISBN 978-88-04-60754-0.
- Rosemary Sutcliff, La legione scomparsa, nella raccolta Britannia. La trilogia dell'Impero; traduzione di Gianna Guidoni, Mondadori Editore, 2015.

### Altre edizioni
- Rosemary Sutcliff, The Eagle of the Ninth, Mass Market Paperback, 1977.
- Rosemary Sutcliff, The Eagle of the Ninth, Puffin Modern Classics, 1994.
- Rosemary Sutcliff, The Eagle of the Ninth (50th Anniversary Edition), Oxford University Press, 2004, pp. 255 – ISBN 9780192753922.
- Rosemary Sutcliff, The Eagle of the Ninth, The Folio Society, 2005.
- Rosemary Sutcliff, The Eagle of the Ninth, Square Fish Publisher, 2011.

### Edizioni audio
- Rosemary Sutcliff, The Eagle of the Ninth (audiobook), versione CD, Full-Cast Radio Drama (BBC Radio), AudioGo Ltd., 2011.

### Edizioni multimediali
- Rosemary Sutcliff, The Eagle of the Ninth (Kindle Edition), Strauss and Girox Publ., 2011.